# Субботин, Михаил Иванович
Михаи́л Ива́нович Суббо́тин (1911—1978) — советский машиностроитель, организатор производства. Герой Социалистического Труда (1966), лауреат Государственной премии СССР (1972).

## Биография
Окончил школу-семилетку в Перми в 1927 году, затем Пермский железнодорожный техникум и Уральский политехнический институт (1940), инженер-механик.
В 1930—1935 годах работал на железной дороге — слесарь и кочегар на станции в городе Чусовой, помощник машиниста и машинист паровоза в паровозном депо станции Пермь-II. В 1940—1949 годах — на Молотовском моторостроительном заводе им. И. В. Сталина (мастер, старший мастер, начальник участка, заместитель начальника цеха, начальник цеха, с мая 1947 года — заместитель директора завода); в 1949—1956 годах — на Рыбинском моторостроительном заводе; в 1956—1975 годах — на Пермском моторостроительном заводе (ПМЗ) им. Я. М. Свердлова. Под его руководством коллектив ПМЗ освоил производство реактивных двигателей АМ-3, РД-3М, АИ-20, Д-20П, Д-30, для самолётов Ту-104, Ил-18, Ту-124, Ту-134, редукторы и двигатели для вертолётов Ми-6, Ми-8, Ми-12, ракетные двигатели для космической техники.
В годы руководства М. И. Субботина Пермский моторостроительный завод, помимо большого промышленного строительства, в больших объёмах возводил жильё (микрорайоны Октябрьский, Юбилейный, Зелёное Хозяйство), строились спортивные, лечебные и образовательные учреждения. При активном содействии директора ПМЗ в городе были пущены первые троллейбусные линии, возведен стадион «Звезда», спроектирован бассейн «БМ», созданы многочисленные базы отдыха, построен лечебный корпус в Усть-Качке.
Депутат Верховного Совета РСФСР 5-го — 8-го созывов (1959—1975). Член Свердловского райкома КПСС Перми, Пермского горкома и Пермского обкома КПСС. Похоронен на Южном кладбище.
В Перми установлена мемориальная доска на доме, в котором жил М. И. Субботин. Его имя Постановлением администрации города Перми № 356 от 25 мая 2016 года присвоено скверу по улице Чкалова, а также увековечено на Аллее доблести и славы городcкой эспланады (2021).

## Признание
- Герой Социалистического Труда (1966).
- Два ордена Ленина (1957, 1966).
- Орден Октябрьской Революции (1971).
- Два ордена Трудового Красного Знамени (1949, 1961).
- Орден Красной Звезды (1945).
- Медали.
- Государственная премия СССР (1972).